# أحمد الصايغ
أحمد الصايغ (1957-) ممثل و مخرج مسرحي بحريني قام بتمثيل و إخراج العديد من أعمال المسرحية والتلفزيونية.

## أعماله

### الأعمال التي قام بتمثيلها
- أهل الدار2014 - مسلسل
- كومار2014 - مسلسل
- لولو مرجان 22013 - مسلسل
- لولو مرجان2012 - مسلسل
- وجع الانتصار2011 - مسلسل
- بنات آدم2010 - مسلسل(ضيف شرف)
- للحياة ثمن2010 - مسلسل
- لعنة امراة 2008 - مسلسل
- لحظة ضعف2007 - مسلسل
- حباب وكلاب الساحر2006 - فيلم
- القناص2006 - مسلسل
- جنون الليل2006 - مسلسل
- صور من الحياة 2005 - مسلسل
- تالي العمر1998 - مسلسل
- بحر الحكايات1997 - مسلسل
- ياقوت على خط النار1994 - مسرحية
- جحا والأرض1990 - مسرحية
- زوجوني1990 - مسرحية
- طق يا مطر طق1990 - مسرحية
- شيما والأشرار1989 - مسرحية
- وادي العمالقة 1989 - مسرحية
- باسمة والساحر0 - مسرحية
- مفاتيح الكنز- مسلسل أطفال
- شهرزاد0 - مسرحية
- آمنة 0 - مسرحية

### الأعمال التي قام بأخرجها
- وناسة 2009 - مسرحية(مخرج )
- هامور عذاري1999 - مسرحية(مخرج )
- بيت خاص جدا1998 - مسرحية(مخرج )
- الخفاش1997 - مسرحية(مخرج )
- الخرابة 0 - مسرحية(مخرج )
- كليلة ودمنة 0 - مسرحية(مخرج )
- البيوت أسرار0 - مسرحية(مخرج)
- آمنة 0 - مسرحية(مخرج )
- الناقوس0 - مسرحية(مخرج )